# Чжурчжэньский язык
Чжурчжэ́ньский язы́к — язык чжурчжэней, принадлежал к числу тунгусо-маньчжурских языков алтайской семьи. Близок к маньчжурскому языку. В 1635 году Хун Тайчжи переименовал народ чжурчжэней и чжурчжэньский язык в «маньчжурский». Чжурчжэни в период 1115—1234 гг. имели своё государство («Золотое Государство», династия Цзинь), занимавшее территорию северного Китая.

## Письменность

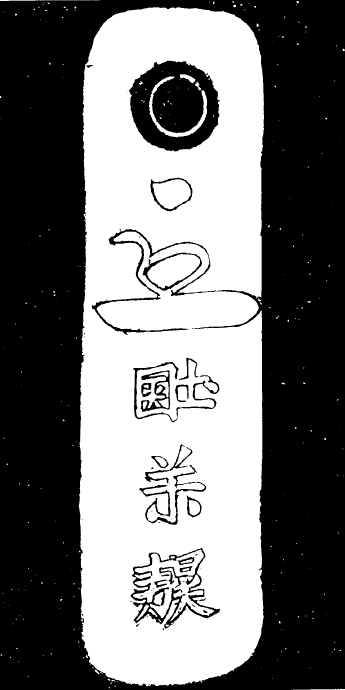
Серебряная пайцза (верительная бирка) тысячника, с текстом на чжурчжэньском языке, найденная на Шайгинском городище около села Сергеевка Приморского края

В 1119 году появилось чжурчжэньское письмо. Короткие надписи (иногда, отдельные знаки) на чжурчжэньском языке находили во время раскопок на юге Приморского края и в северо-восточном Китае на глиняных сосудах, бронзовых зеркалах и прочих предметах. Известно также девять надписей на стелах и камнях; самая ранняя — стела 1185 г. в честь победы чжурчжэней над киданями, самая поздняя — Тырская стела 1413 г.
Чтение нескольких сотен знаков (графем) чжурчжэньского письма и значение записываемых ими слов известны благодаря китайско-чжурчжэньскому словарю, составленному во время минской династии. Произношение, даваемое этим словарём, однако, весьма приблизительное, так как оно передавалось посредством китайского письма.
В силу исторических причин чжурчжэньский язык впитал в себя много заимствований из монгольских, тюркских, китайского, корейского, а также, возможно, иных языков.